# Румия (град)
Ру̀мия (на полски: Rumia; на кашубски: Rëmiô; на немски: Rahmel) е град в Северна Полша, Поморско войводство, Вейхеровски окръг. Административно е обособен в самостоятелна градска община с площ 30,10 км2. Към 2010 година населението му възлиза на 46 107 жители.